# Gary Vitti
Gary Vitti (Stamford, 14 gennaio 1957) è un preparatore atletico, scrittore e attore statunitense ex preparatore atletico appartenente allo staff dei Los Angeles Lakers.